# Erythrai

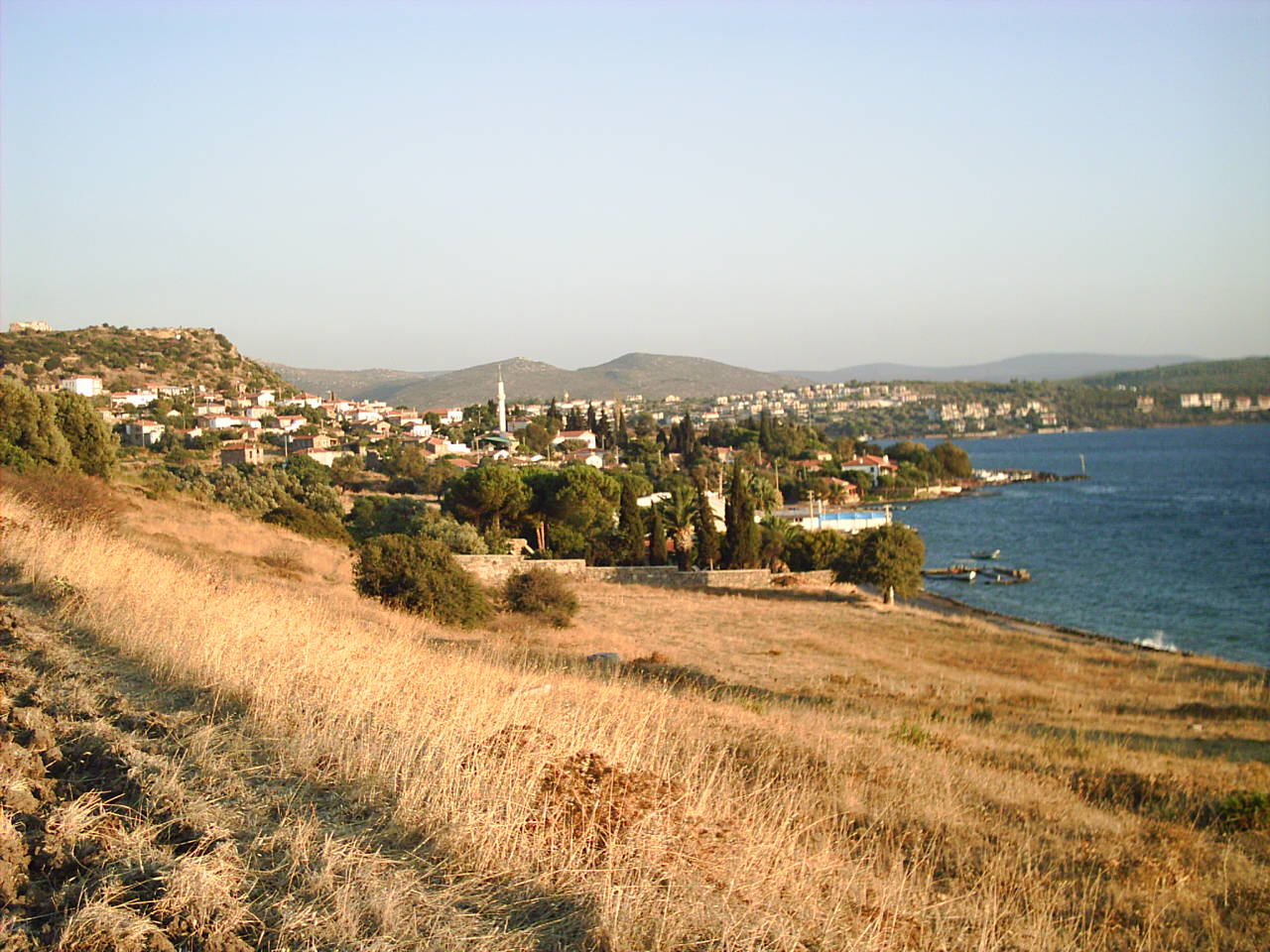
Die Bucht von Erythrai

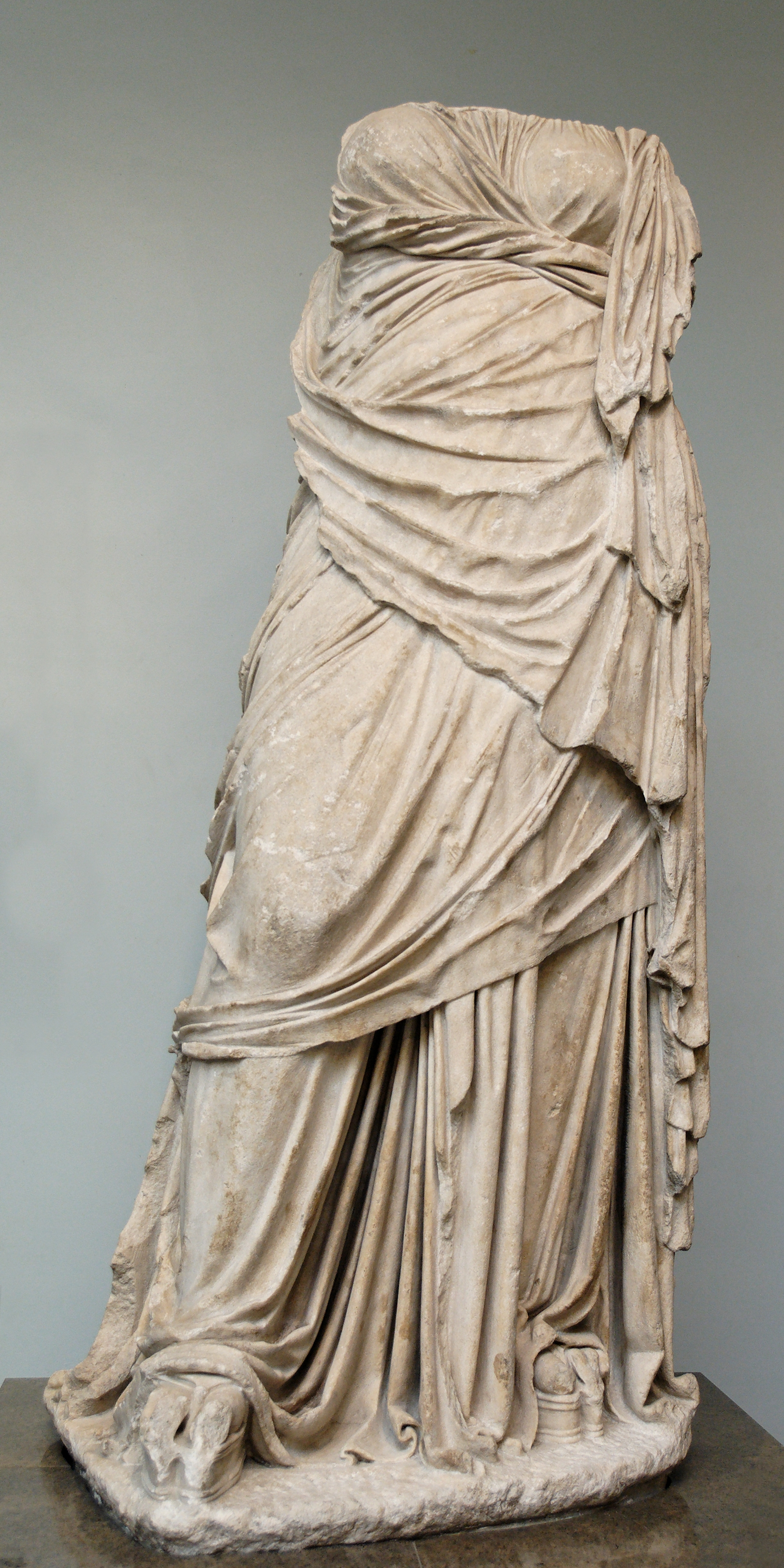
Hellenistische Frauenskulptur

Erythrai (altgriechisch Ἐρυθραί (f. pl.), lateinisch Erythrae), später zusammengezogen zu Litri (griechisch Λυθρί (n. sg.)), war eine antike griechische Stadt in der kleinasiatischen Landschaft Ionien. Sie lag an der Ägäisküste der heutigen Türkei beim Dorf Ildır im Landkreis Çeşme der Provinz İzmir.
Erythrai war Mitglied im Ionischen Bund. Vom 6. bis zum 4. Jahrhundert v. Chr. war die Stadt abwechselnd unter persischer und athenischer Kontrolle. Auch während des Hellenismus wechselte die politische Orientierung Erythrais mehrmals. Seit dem Ende des pergamenischen Reichs 133 v. Chr. gehörte es als freie Stadt (civitas libera) zur Provinz Asia des römischen Reichs. Die Sibylle von Erythrai hatte dort ihren Sitz, wie ein Stelenfund in der Nähe des Ortes 1891 erwies.

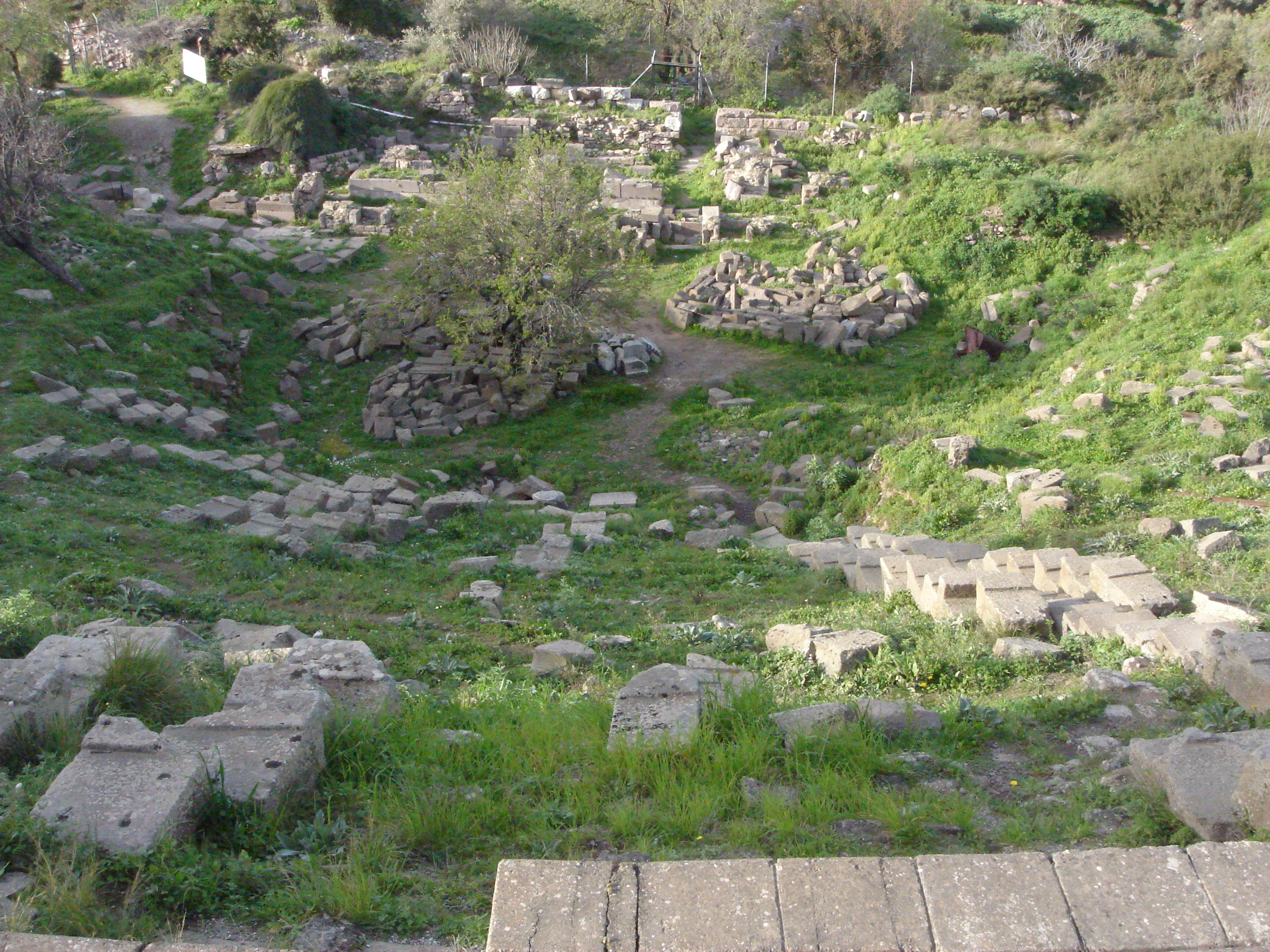
Reste des römischen Theaters

An Nordhang der Akropolis sind Reste eines Theaters vorhanden. Zwischen 1964 und 1982 fanden unter Leitung von Ekrem Akurgal weitere Ausgrabungen in Erythrae statt. Die Mauer aus dem 4. Jahrhundert v. Chr. wies eine Gesamtlänge von 3,7 km auf. Inschriften erwiesen die Existenz eines Athenetempels, den bereits Pausanias (7,5,8) erwähnt hatte. Spätere Grabungen erwiesen zudem eine „zyklopische“ Mauer aus der Zeit um 750 bis 700 v. Chr. Auch fand sich eine Korenskulptur von 1,80 m Höhe aus der Zeit um 560 bis 550 v. Chr. Die Funde befinden sich im Archäologischen Museum Izmir.
Ein Heraklèion ließ sich an der nordwestlichen Küste anhand zahlreicher Fragmente belegen. Wahrscheinlich handelte es sich um einen ionischen Tempel des 6. Jahrhunderts v. Chr. Auf der Akropolis fand sich die Ruine eines Megarons, Teil des wohl ältesten Gebäudes der Siedlung. Es wurde in die geometrische Epoche datiert.
In der Unterstadt wurden zwei Gebäude aus der klassischen Zeit ausgegraben, dann eine hellenistische Villa mit Mosaiken, ein Gebäude von 18 mal 25 m Fläche. Hinzu kommt eine römische Villa, die über einem hellenistischen Bauwerk errichtet worden war. Das Gebäude stammt aus dem 2. Jahrhundert und wurde zur Zeit des Kaisers Gallienus (260–268) umgebaut. Eine weitere römische Villa, die aus dem 5. Jahrhundert stammt, wurde auf dem sogenannten „Paradieshügel“ errichtet.

## Inschriften
- Helmut Engelmann, Reinhold Merkelbach: Die Inschriften von Erythrai und Klazomenai (= Inschriften griechischer Städte aus Kleinasien. Band 1–2). 2 Bände. Habelt, Bonn 1972–1973.